# خانه ملک‌نیا
خانه ملک‌نیا مربوط به دوره قاجار - دوره پهلوی است و در ابرکوه، میدان امام حسین، خیابان شهید باهنر، جنب نانوائی واقع شده و این اثر در تاریخ ۱۴ اسفند ۱۳۸۵ با شمارهٔ ثبت ۱۷۸۶۳ به‌عنوان یکی از آثار ملی ایران به ثبت رسیده است.